# Грабовхёфе
Грабовхёфе (нем. Grabowhöfe) — община в Германии, в земле Мекленбург-Передняя Померания.
Входит в состав района Мюриц. Подчиняется управлению Зеенландшафт Варен. Население составляет 998 человек (на 31 декабря 2010 года). Занимает площадь 31,12 км².